# Centaurea grabowskiana
Centaurea grabowskiana là một loài thực vật có hoa trong họ Cúc. Loài này được J.Wagner mô tả khoa học đầu tiên.